# Obaga de Montgai
L'Obaga de Montgai és una obaga del terme municipal de Conca de Dalt, a l'antic terme d'Hortoneda de la Conca, al Pallars Jussà, en territori que havia estat del poble d'Hortoneda.
Es troba al nord d'Hortoneda, a llevant dels Colladons, al nord del Fener i de la Roca Roia, i a ponent del Roc des Cases i de la Roca de l'Abeller de Carrutxo.